# Зюдев
Острів Зюдев (рос.: Зюдев) знаходиться в Каспійському морі недалеко від дельти Волги. Адміністративно належить Астраханській області Російської Федерації.
Форма острова довгаста, витягнута з півночі на вздовж невеликого півострова, від якого він відокремлений трикілометровою протокою. Максимальна довжина острова складає 23 км при ширині 6 км. Береги острова низькі, вкриті заростями очерету. 
Поруч розташована одна з ділянок природного біосферного заповідника Астрахані.